# Bimo (Algérie)
Ne doit pas être confondu avec Bimo.
 (mars 2023).
Groupe Bimo (Biscuiterie moderne), créée en 1981, est une société algérienne spécialisée dans la biscuiterie, la chocolaterie et le cacao.

## Histoire

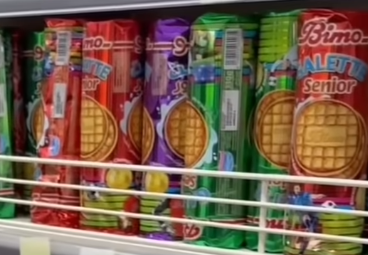
Biscuits Bimo

La première usine a été créée en 1981 dans la zone industrielle de Baba-ali au Sud d’Alger baptisée la Nouvelle biscuiterie moderne (Bimo par abréviation). La société a connu un développement rapide de ses activités productives.
Bimo s’intéresse ensuite au chocolat et c'est pour cela qu'une unité de fabrication de chocolat et de végécao a été créée en 1986 qui par la suite devient leader national en ces produits.
La société inaugure en 1997 la première unité de traitement et de transformation de fèves de cacao en Algérie qui alimentera ses propres usines ainsi que les entreprises industrielles nationales.

## Filiales
Cette société regroupe six filiales.

### Fabrication du biscuit
- SARL Biscuiterie Moderne 'BIMO' sise à Baba-ali
- SARL Biscuiterie du Maghreb « BM »

### Usine de chocolat
- SARL Chocolaterie Bimo : une unité de chocolaterie à Baba-ali

### Transformation de cacao
- SARL CACAO Bimo : une unité de transformation de fève de cacao à Baba-ali

### Unité de gaufrette
- SARL Gaufretterie Bimo : une unité de gaufretterie à Baba-ali

### Confiserie
- SARL Confiserie Bulle d’Or